# Chalcolecta dimidiata
Chalcolecta dimidiata är en spindelart som beskrevs av Simon 1884. Chalcolecta dimidiata ingår i släktet Chalcolecta och familjen hoppspindlar. Inga underarter finns listade i Catalogue of Life.